# العلاقات الدومينيكية الروسية
العلاقات الدومينيكية الروسية هي العلاقات الثنائية التي تجمع بين دومينيكا وروسيا.

## مقارنة بين البلدين
هذه مقارنة عامة ومرجعية للدولتين:
| وجه المقارنة                                              | دومينيكا              | روسيا                                   |
| --------------------------------------------------------- | --------------------- | --------------------------------------- |
| المساحة (كم2)                                             | 751                   | 17.08 مليون                             |
| عدد السكان (نسمة)                                         | 73.92 ألف             | 146.80 مليون                            |
| الكثافة السكانية (ن./كم²)                                 | 9.84 ألف              | 8.59                                    |
| العاصمة                                                   | روسو                  | موسكو                                   |
| اللغة الرسمية                                             | لغة إنجليزية          | اللغة الروسية                           |
| العملة                                                    | دولار شرق الكاريبي    | روبل روسي                               |
| الناتج المحلي الإجمالي (بليون دولار)                      | 562.54 مليون          | 1.58 تريليون                            |
| الناتج المحلي الإجمالي (تعادل القوة الشرائية) بليون دولار | 789.63 مليون          | 3.69 تريليون                            |
| الناتج المحلي الإجمالي الاسمي للفرد دولار أمريكي          | 7.12 ألف              | 9.09 ألف                                |
| الناتج المحلي الإجمالي للفرد دولار أمريكي                 | 10.88 ألف             |                                         |
| مؤشر التنمية البشرية                                      | 0.724                 | 0.798                                   |
| رمز المكالمات الدولي                                      | +1767                 | +7                                      |
| رمز الإنترنت                                              | .dm                   | .ru، .рф، .рус ‏، .su                    |
| المنطقة الزمنية                                           | 00، توقيت أطلنطي موحد | Magadan Time ‏، ت ع م+02:00، ت ع م+12:00 |

## منظمات دولية مشتركة
يشترك البلدان في عضوية مجموعة من المنظمات الدولية، منها:
| علم المنظمة | اسم المنظمة                        | تاريخ انضمام دومينيكا | تاريخ انضمام روسيا |
| ----------- | ---------------------------------- | --------------------- | ------------------ |
|             | مؤسسة التنمية الدولية              | 29 سبتمبر 1980        | 16 يونيو 1992      |
|             | يونسكو                             | 9 يناير 1979          | 21 أبريل 1954      |
|             | مؤسسة التمويل الدولية              | 29 سبتمبر 1980        | 12 أبريل 1993      |
|             | منظمة حظر الأسلحة الكيميائية       | ?                     | ?                  |
|             | الأمم المتحدة                      | 18 ديسمبر 1978        | 24 أكتوبر 1945     |
|             | الاتحاد الدولي للاتصالات           | 28 أكتوبر 1996        | 1866               |
|             | منظمة الشرطة الجنائية الدولية      | ?                     | 27 سبتمبر 1990     |
|             | البنك الدولي للإنشاء والتعمير      | 29 سبتمبر 1980        | 16 يونيو 1992      |
|             | الاتحاد البريدي العالمي            | ?                     | ?                  |
|             | وكالة ضمان الاستثمار متعدد الأطراف | 7 أكتوبر 1991         | 29 ديسمبر 1992     |
|             | منظمة التجارة العالمية             | ?                     | 22 أغسطس 2012      |

## وصلات خارجية
- موقع وزارة الخارجية الروسية